# Mantella manery
Espèce
Statut de conservation UICN

 VU B1ab(iii) : Vulnérable
Statut CITES
Mantella manery est une espèce d'amphibiens de la famille des Mantellidae.

## Répartition
Cette espèce est endémique de Madagascar. Elle se rencontre sur le mont Marojejy, à environ 300 m d'altitude, et dans l'ouest de la réserve naturelle intégrale de Tsaratanana, à environ 700 m d'altitude,.

## Étymologie
Son nom d'espèce, du malgache manery, forcé, lui a été donné en référence au fait que les descripteurs ont été obligés de décrire cette espèce pour qu'elle ne soit pas décrite de manière impropre dans une publication amateur.

## Publication originale
- Vences, Glaw & Böhme, 1999 : A review of the genus Mantella (Anura, Ranidae, Mantellinae): taxonomy, distribution and conservation of Malagasy poison frogs. Alytes, vol. 17, p. 3-72 (texte intégral).